# Manawydan
Manawydan Fab Llŷr [mana'wɘdan vaːb ɬiːr] („M., Sohn des Llŷr“) ist eine Figur aus walisischen Sagen, wie dem Mabinogion, wo er als friedfertiger Gelehrter und Zauberer dargestellt wird. Wie sein irischer Namensvetter  Manannan mac Lir von den Túatha Dé Danann wird er auch als Meeresgott gesehen, nach Birkhan leitet sich der Name Manawydan von Manaw, dem kymrischen Namen der Isle of Man, ab. In den Trioedd Ynys Prydein („Die Triaden der Insel Britannien“) wird er als „einer der drei nachgiebigen Edelleute“ und „einer der drei goldenen Schuster der Insel Britannien“ erwähnt.
Seine Eltern waren Penarddun und der Meeresgott Llŷr, der dem irischen Gott Lir entspricht, die neben Manawydan noch zwei weitere Nachkommen zeugten, nämlich Bran und Branwen. Gemäß dem zweiten Zweig des Mabinogion hat er noch zwei Halbbrüder, Nissyen und Efnisien, die aus der Verbindung Penardduns mit Euroswydd stammen, der Llyr gemäß den Erzählungen der Walisischen Triaden gefangen gehalten hat.

## Erzählungen

### Krieg gegen Irland
Der zweite Zweig des Mabinogion, Branwen ferch Llŷr („Branwen, die Tochter Llŷrs“), erzählt die Geschichte von Manawydans Schwester Branwen, die Matholwch, den König von Irland, heiratet. Als Bran, König von Britannien, erfährt, dass Branwen von ihrem Ehemann schlecht behandelt wird, zieht er mit seiner Armee nach Irland. Matholwch, verängstigt durch die große Schar, willigt ein, seinem Sohn Gwern die Herrschaft zu überlassen. Diese Entwicklung gefällt einigen irischen Adeligen nicht und sie verstecken sich in Mehlsäcken, um die Waliser zu überfallen. Es entwickelt sich ein gewaltiger Kampf, den nur sieben Waliser überleben, darunter Manawydan und Pryderi.
Tödlich verwundet befiehlt Bran, dass sein Kopf abgeschlagen und vergraben werden soll, da dieser weiterhin lebendig ist und so Wales vor Eindringlingen schützen soll. Als auch Branwen kurze Zeit später vor Kummer stirbt, geht die Herrschaft an Manawydan über, der sie aber an seinen Cousin Caswallawn weitergibt, um den Frieden im Königreich zu sichern.

### Die Ehe mit Rhiannon
In Manawydan fab Llŷr („Manawydan, der Sohn Llŷrs“) wird die Geschichte weiter erzählt: Nach dem Kampf in Irland reist Manawydan nach Dyfed, wo Pryderi ihm seine Mutter Rhiannon zur Heirat anbietet.
„Du bist doch einer der drei nachgiebigen Edelleute.“
Sie sind mit Pryderi und seiner Frau Cigfa zusammen, als sich durch einen Zauber das ganze Land in eine Einöde verwandelt. Die vier Übriggebliebenen beschließen, nach England zu ziehen, wo sie ihr Geld als Sattler und Schildermacher verdienen wollen. Überall macht die hohe Qualität ihrer Arbeit die ortsansässigen Handwerker beinahe arbeitslos, weshalb diese jedes Mal planen, Manawydan und Pryderi zu ermorden.
„Zwischen mir und Gott“, sprach Pryderi, „mein Rat ist nicht, die Stadt zu verlassen, sondern diese gemeinen Kerle dort umzubringen!“ „Aber nicht doch“, sprach Manawydan, „wenn wir uns auf einen Kampf mit ihnen einließen, brächte uns das einen schlechten Ruf ein, und man würde uns ins Gefängnis werfen. Es ist besser für uns“, sprach er, „in eine andere Stadt zu gehen und dort unseren Lebensunterhalt zu verdienen.“
So wird der kampfeslustige Pryderi stets vom friedliebenden Manawydan aufgehalten und die Gruppe zieht schließlich wieder nach Wales zurück.

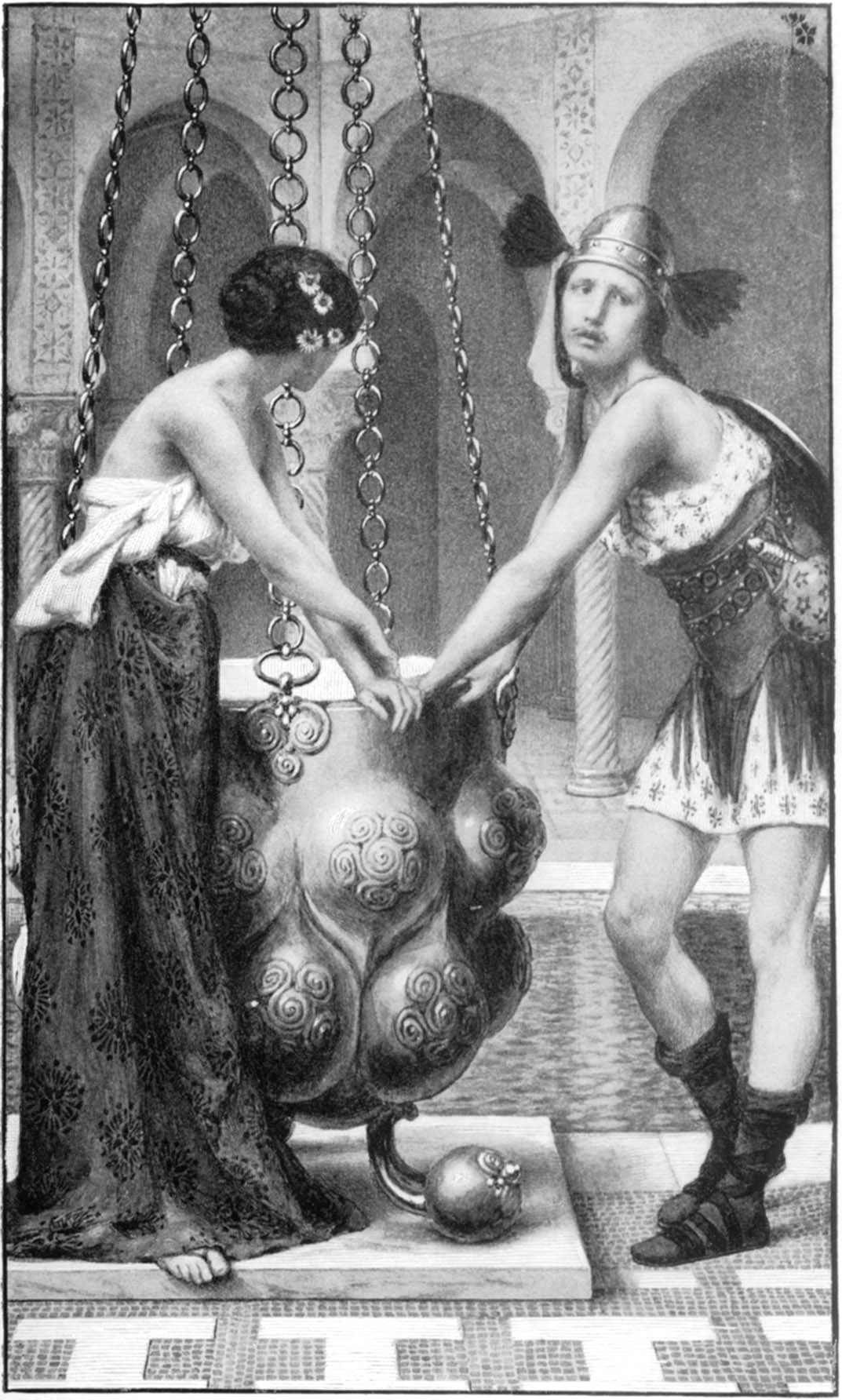
Pryderi und Rhiannon gefangen von der Schüssel

Eines Tages gehen Manawydan und Pryderi dort auf Jagd und verfolgen einen weißen Eber, der sie zu einer verlassenen Burg führt, in der eine goldene Schüssel steht. Pryderi wird verzaubert, als er trotz der Warnung Manawydans die Schüssel berührt. Als ihr Ehemann allein zurückkehrt, beschließt Rhiannon, ihren Sohn zu befreien, gerät aber auch in den Bann des Fluches und verschwindet um Mitternacht mit dem Schloss.
Manawydan und seine Schwiegertochter Cigfa kehren nach England zurück, um dort als Schuhmacher zu leben, doch wieder gibt es Probleme mit den anderen Handwerkern. Manawydan bringt Weizensaat mit nach Wales, die er auf drei Feldern ausstreut. Das Getreide auf den ersten beiden Feldern wird über Nacht von einer Gruppe Mäuse weg gefressen, doch in der dritten Nacht erwischt Manawydan, der sich auf die Lauer gelegt hat, eine dicke Maus. Er beschließt, sie hinzurichten, als drei wichtige Persönlichkeiten erscheinen, die ihm Geld für die Maus anbieten. In der christianisierten Version erscheint erst ein Kleriker, dann ein Priester und schließlich ein Bischof. Dieser lässt Manawydan den Preis für das Leben der Maus selber bestimmen und er wählt einen Zauberspruch, der das verödete Land wieder in seinen normalen Zustand bringt und auch Pryderi und Rhiannon befreit.
Schließlich stellt sich heraus, dass Llwyd ap Cil Coed, ein Freund von Rhiannons früherem Verlobten Gwawl, für die Verwandlung von Dyfed verantwortlich ist und auch die goldene Schüssel verzaubert hat, die Pryderi und Rhiannon in ihren Bann gezogen hat. Auch die Mäuse waren sein Werk und die dicke Maus, die Manawydan gefangen hat, ist seine schwangere und deswegen langsamere Frau. Dank Manawydans Einfallsreichtum und Geschicklichkeit wird das Land in seinen Originalzustand zurückgebracht und wieder bevölkert. Auch Rhiannon und Pryderi werden von ihrem Fluch befreit und Llwyd muss schwören, niemals Rache zu üben.

### Pa ŵr yw'r porthor?
In der vermutlich ältesten überlieferten Arthursage (im Llyfr Du Caerfyrddin – „Das Schwarze Buch von Carmarthen“), Pa ŵr yw’r porthor? („Wer ist der Torwächter?“), ist Manawydan einer der Begleiter von König Arthur, der mit ihm dem Torwächter Glewlwyd Gafaelfawr Rede und Antwort stehen muss.